# 富山市立古沢小学校
富山市立古沢小学校（とやましりつ ふるさわしょうがっこう）は富山県富山市にある公立小学校。
児童数約40名の小規模校。校区は呉羽丘陵の麓に位置し豊かな自然に恵まれ、近隣の富山市ファミリーパークやガラス工房で体験学習を行っている。

## 沿革
個別に出典が提示されていない箇所の出典→。
- 1873年（明治6年）11月30日に押川（おしかわ）小学校として誕生。
- 1875年（明治8年）11月 - 知新小学校設置。
- 1890年（明治23年）3月31日 - 古沢小学校設置。
- 1892年（明治25年）9月30日 - 古沢尋常小学校設置。
- 1913年（大正2年）1月20日 - 校舎新得。
- 1928年（昭和3年）10月1日 - 校舎増築、運動部拡張。
- 1940年（昭和15年）5月1日 - 古沢村が西呉羽村と合併したことで、呉羽村立となる。
- 1949年（昭和24年）8月1日 - 体操場、音楽室、会議室増築。
- 1955年（昭和30年）12月6日 - 給食室竣工。
- 1960年（昭和35年）11月 - 校歌制定。
- 1965年（昭和40年）
  - 4月 - 呉羽村が富山市と合併したことで、富山市立古沢小学校となる。
  - 9月14日 - 旧呉羽町と富山市との合併条件事業の一つとして事業を進めていた鉄筋2階建て、延床面積1,366m2の本館が竣工[3]。
- 1966年（昭和41年）
  - 3月31日 - 軽量鉄骨構造、延床面積380m2の体育館竣工[4]。
  - 3月中 - 礼法室、給食室の移築が完了。
- 1967年（昭和42年）
  - 6月 - 運動場新設完工[3]。
  - 8月 - 屋外施設の充実（鉄棒、ブランコ、雲梯その他）。
- 1968年（昭和43年）11月 - 校門（正門）設置。校旗樹立、県道側のブロック塀設置。
- 1971年（昭和46年）9月 - 図書室、保健室移築完工。
- 1972年（昭和47年）5月 - 運動場拡張。
- 1973年（昭和48年）
  - 8月 - プール竣工。
  - 10月 - 運動場整地、スキー山築造。
  - 11月 - 相撲場設置。
- 1976年（昭和51年）
  - 3月 - 校名標示板樹立。
  - 4月 - 交通公園設置、前庭樹木園設置造成。
- 1978年（昭和53年）3月 - 校門を改築。
- 2001年（平成13年）4月22日 - 新体育館（2階建て）の竣工記念音楽祭を挙行[5]。

## 通学区域
境野新、杉谷、栃谷、西金屋、古沢

## 進学先
- 富山市立呉羽中学校

## 周辺
- 富山県道41号新湊平岡線

## 卒業生
- 石川倭（ホッカイドウ競馬騎手）